# Dolina (okręg Botoszany)
Dolina – wieś w Rumunii, w okręgu Botoszany, w gminie Leorda. W 2011 roku liczyła 520 mieszkańców.